# Thétis recevant d'Héphaïstos les armes pour Achille
Thétis recevant d'Héphaïstos les armes pour Achille (ou Thétis demandant à Héphaïstos des armes pour Achille) est une peinture mythologique réalisée en 1630-1632 par le peintre flamand Antoine van Dyck. Il a été acquis par l'archiduc Léopold Guillaume d'Autriche et est conservé au Kunsthistorisches Museum de Vienne. Il illustre un épisode de la guerre de Troie, celle de l'histoire du bouclier d'Achille, tirée de l'Iliade, livre 18, lignes 478-608, dans laquelle Thétis demande à Héphaïstos des armes et un bouclier de remplacement pour son fils Achille.